# Georgian Airways
Georgian Airways (en georgiano: ჯორჯიან ეარვეისი), es la principal compañía de Georgia.

## Flota

### Flota Actual
La flota de Georgian Airways se compone de las siguientes aeronaves, con una edad media de 18.1 años (a septiembre de 2022).